# پوئرتو لومبره‌راس
پوئِرتو لومبرِه‌راس (به اسپانیایی: Puerto Lumbreras) یکی از شهرداری‌های کومارکای شرقی و در بخش خودمختار مورسیا در کشور اسپانیا قرار دارد. تا سال ۲۰۱۲ مساحت این شهرداری ۳۳۸ کیلومتر مربع و جمعیت آن ۱۴٬۷۴۲ تَن می‌باشد.